# Anabarhynchus limbatinervis
Anabarhynchus limbatinervis är en tvåvingeart som beskrevs av Krober 1932. Anabarhynchus limbatinervis ingår i släktet Anabarhynchus och familjen stilettflugor. Inga underarter finns listade i Catalogue of Life.